# Château Sigalas-Rabaud

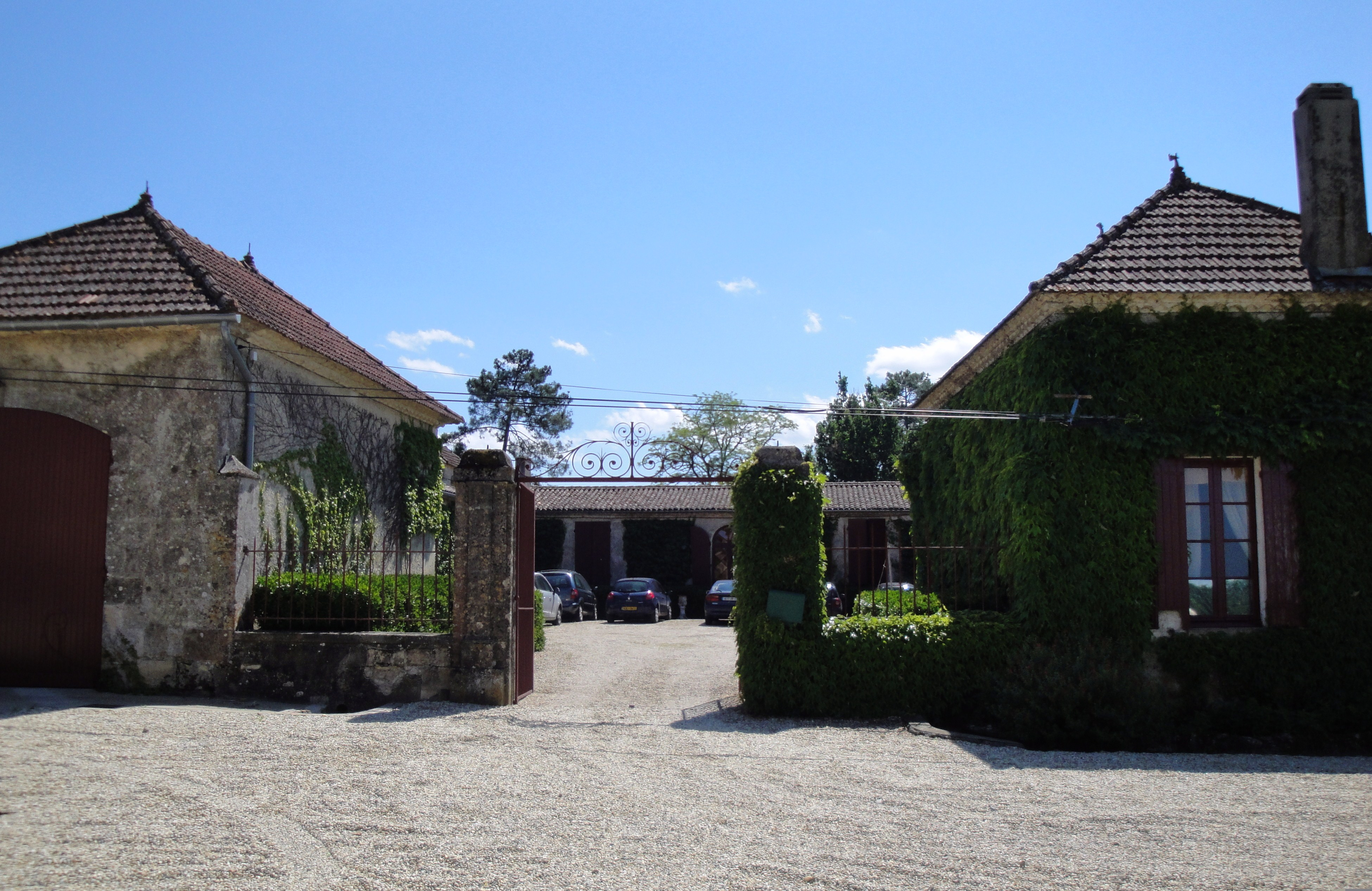
Château Sigalas-Rabaud (2011)

Das Weingut Château Sigalas-Rabaud  liegt in der Gemeinde Bommes, einem Teil der AOC Sauternes in der Weinbauregion Bordeaux. Bei der Bordeauxwein-Klassifizierung von 1855 wurde es als „Premier Cru Classé“ klassifiziert. Das Gut verfügt über 14 Hektar Fläche, die dem Weinbau gewidmet sind und ist damit das kleinste der Premier-Cru-Güter von Sauternes. Die Rebflächen liegen nur unweit vom ehemaligen Schwestergut Château Rabaud-Promis sowie von Château de Rayne-Vigneau.
Die Rebsorte Sémillon stellt mit einer bestockten Fläche von 85 % den größten Anteil. Daneben werden noch 15 % Sauvignon Blanc beigemischt. Verzichtet wird auf den Einsatz der Sorte Muscadelle. Das durchschnittliche Alter der Reben liegt bei hohen 40 Jahren und der Durchschnittsertrag liegt bei 17 Hektolitern/Hektar. Die Lese erfolgt per Hand in mehreren Lesegängen, um die edelfaulen Beeren zu selektionieren. Nachdem der werdende Wein durch die Alkoholische Gärung im Holzfass einen Alkoholgehalt von 13 bis 14 Prozent erreicht hat, wird er in Edelstahltanks umgepumpt und während 4–5 Tagen auf 7 °C heruntergekühlt und stabilisiert. Der Wein reift nach der Schwefelung fast 20 Monate in Barriques, die jährlich zu einem Drittel erneuert werden. Vom Grand Vin werden jährlich fast 30.000 Flaschen abgefüllt.
Der Zweitwein heißt  Le Cadet de Sigalas. Von diesem Wein werden ungefähr 8400 Flaschen jährlich abgefüllt.

## Geschichte
Die Geschichte des Gutes lässt sich bis in das Jahr 1660 zurückverfolgen, als die Familie Cazeau durch die Hochzeit von Arnaud de Cazeau mit Marie Peyronne de Rabaud in den Besitz des damaligen Château Rabaud kam.
Nachdem die Familie de Cazeau das Weingut mehr als 150 Jahre innegehabt hatte, verkaufte Pierre-Hubert de Cazeau im Jahr 1819 den Besitz an Gabriel Deyme. Die Weine hatten in der Folge einen guten Ruf und folgerichtig wurde das Gut anlässlich der Weltausstellung im Jahr 1855 in den Rang eines Premier Cru Classé eingestuft.
Im Jahr 1864 verkaufte Deyme sein Gut an Henri Drouilhet de Sigalas. Henri kaufte in der Folge noch das ehemalige Château Pexoto auf und integrierte die Flächen dieses Deuxième Cru Classé (ein zweites Gewächs) in Château Rabaud, ohne dessen Status als Premier Cru Classé zu verlieren.
Sein Sohn trennte sich jedoch im Jahr 1903 von einem Teil des Anwesens und verkaufte ihn an Adrien Promis, der den angekauften Anteil Château Rabaud-Promis nannte. Der verbleibende Anteil der Sigalas Familie erhielt den Namen Château Sigalas-Rabaud.
Während der nächsten 26 Jahre wurden die Weine beider Schwestergüter getrennt ausgebaut und der Anteil von Sigalas wurde von Pierre Drouilhet de Sigalas verwaltet. Im Jahr 1929 erbte sein Sohn Gérard Sigalas-Rabaud das Gut und vermachte es später seiner Tochter, die den Marquis René de Lambert de Granges heiratete. De Lambert de Granges engagierte Pierre Ginestet als Geschäftsführer, der bereits Rabaud-Promis besaß. Bis in das Jahr 1949 wurden beide Weine getrennt vermarktet, aber von der gleichen Mannschaft ausgebaut. Diese vorübergehende Annäherung der beiden Güter endete erst mit einem Besitzerwechsel bei Rabaud-Promis.
Die Familie Lambert de Granges gründete im Jahr 1972 eine Betreibergesellschaft, um das Weingut nicht durch eventuelle Erbfolgen aufteilen zu müssen. Aktuell ist Emmanuel de Lambert de Granges Sprecher der Gesellschaft. Seit 1994 ist auch die Gruppe Cordier-Mestrezat Minderheitseigentümer, nimmt aber über Georges Pauli einen großen Einfluss auf die Weinbereitung.